# Hallelujah (chanson de Kalafina)
Pour les articles homonymes, voir Alléluia (homonymie).
 (mai 2024).
Si vous disposez d'ouvrages ou d'articles de référence ou si vous connaissez des sites web de qualité traitant du thème abordé ici, merci de compléter l'article en donnant les références utiles à sa vérifiabilité et en les liant à la section « Notes et références ».
Singles de Kalafina
Hikari Furu
(2012) Kimi no Gin no Niwa
(2013)
Hallelujah est le 13e single de Kalafina sorti sous le label Sony Music Entertainment Japan le 2 octobre 2013 au Japon. Il sort en format CD et CD (anime ver.). Il arrive 10e à l'Oricon. Il se vend à 11 780 exemplaires la première semaine et reste classé 7 semaines pour un total de 18 980 exemplaires vendus.
Hallelujah a été utilisé comme thème pour l'anime Kara no Kyoukai : Mirai Fukuin et Dolce pour Kara no Kyoukai : Extra Chorus.

## Liste des titres
| 1. | Hallelujah (アレルヤ)                       | 5:05 |
| 2. | Dolce                                       | 2:49 |
| 3. | Seventh Heaven ～2012 Christmas Live ver.～ | 6:19 |
| 4. | Snow Falling ～2012 Christmas Live ver.～   | 5:20 |

| 1. | Hallelujah (アレルヤ)                                                         | 5:05 |
| 2. | Dolce                                                                         | 2:49 |
| 3. | Fairytale ～2012 Christmas Live ver.～                                        | 5:38 |
| 4. | Kimi ga Hikari ni Kaete Iku ～2012 Christmas Live ver.～ (君が光に変えて行く) | 4:51 |